# Station Namêche
Station Namêche is een spoorwegstation langs spoorlijn 125 (Namen - Luik) in Namêche, een deelgemeente van de Belgische stad Andenne. Het is nu een stopplaats.

## Treindienst
| Serie       | Treinsoort          | Route | Bijzonderheden                                                                                                  |
| ----------- | ------------------- | --- | --- |
| L 4950      | L-trein (NMBS)      | Luik-Guillemins – Hoei – Namêche – Namen                                                                           | |
| P 7480/8480 | Piekuurtrein (NMBS) | [ Hoei – Namêche – Namen ] / [ Herstal – Luik-Sint-Lambertus – Luik-Guillemins – [ Rivage – Gouvy ] / [ Statte ] ] | Rijdt alleen op werkdagen. Een trein vanuit Herstal naar Gouvy. Twee treinen per richting tussen Hoei en Namen. |

## Reizigerstellingen
De grafiek en tabel geven het gemiddeld aantal instappende reizigers weer op een week-, zater- en zondag.
| Tabel: aantal instappende reizigers station Namêche | Tabel: aantal instappende reizigers station Namêche | Tabel: aantal instappende reizigers station Namêche | Tabel: aantal instappende reizigers station Namêche |
|                                                     | Weekdag                                             | Zaterdag                                            | Zondag                                              |
| --------------------------------------------------- | --------------------------------------------------- | --------------------------------------------------- | --------------------------------------------------- |
| 1977                                                | 290                                                 | 97                                                  | 42                                                  |
| 1978                                                | 262                                                 | 124                                                 | 48                                                  |
| 1979                                                | 262                                                 | 86                                                  | 64                                                  |
| 1980                                                | 268                                                 | 112                                                 | 53                                                  |
| 1981                                                | 243                                                 | 94                                                  | 41                                                  |
| 1982                                                | 272                                                 | 80                                                  | 25                                                  |
| 1983                                                | 285                                                 | 83                                                  | 31                                                  |
| 1984                                                | 236                                                 | 74                                                  | 27                                                  |
| 1985                                                | 216                                                 | 59                                                  | 45                                                  |
| 1986                                                | 208                                                 | 68                                                  | 42                                                  |
| 1987                                                | 243                                                 | 53                                                  | 33                                                  |
| 1988                                                | 235                                                 | 77                                                  | 53                                                  |
| 1989                                                | 239                                                 | 60                                                  | 36                                                  |
| 1990                                                | 227                                                 | 64                                                  | 21                                                  |
| 1991                                                | 201                                                 | 56                                                  | 37                                                  |
| 1992                                                | 270                                                 | 61                                                  | 22                                                  |
| 1993                                                | 202                                                 | 45                                                  | 19                                                  |
| 1994                                                | 209                                                 | 31                                                  | 22                                                  |
| 1995                                                | 167                                                 | 32                                                  | 29                                                  |
| 1996                                                | 213                                                 | 43                                                  | 12                                                  |
| 1997                                                | 208                                                 | 60                                                  | 38                                                  |
| 1998                                                | 169                                                 | 40                                                  | 26                                                  |
| 1999                                                | 141                                                 | 24                                                  | 11                                                  |
| 2000                                                | 135                                                 | 30                                                  | 22                                                  |
| 2001                                                | 122                                                 | 26                                                  | 20                                                  |
| 2002                                                | 107                                                 | 35                                                  | 22                                                  |
| 2003                                                | 124                                                 | 30                                                  | 24                                                  |
| 2004                                                | 146                                                 | 31                                                  | 28                                                  |
| 2005                                                | 137                                                 | 27                                                  | 21                                                  |
| 2006                                                | 155                                                 | 42                                                  | 32                                                  |
| 2007                                                | 146                                                 | 35                                                  | 39                                                  |
| 2008                                                | -                                                   | -                                                   | -                                                   |
| 2009                                                | 157                                                 | 20                                                  | 22                                                  |
| 2010                                                | -                                                   | -                                                   | -                                                   |
| 2011                                                | -                                                   | -                                                   | -                                                   |
| 2012                                                | 114                                                 | 28                                                  | 21                                                  |
| 2013                                                | 142                                                 | 22                                                  | 33                                                  |
| 2014                                                | 119                                                 | 38                                                  | 26                                                  |
| 2015                                                | 93                                                  | 32                                                  | 22                                                  |
| 2016                                                | 114                                                 | 16                                                  | 19                                                  |
| 2017                                                | 122                                                 | 20                                                  | 26                                                  |
| 2018                                                | 116                                                 | 17                                                  | 19                                                  |
| 2019                                                | 122                                                 | 10                                                  | 15                                                  |
| 2020                                                | 98                                                  | 11                                                  | 15                                                  |
| 2021                                                | -                                                   | -                                                   | -                                                   |
| 2022                                                | 172                                                 | 123                                                 | 105                                                 |
| 2023                                                | 146                                                 | 5                                                   | 10                                                  |
| 2024                                                | 126                                                 | 40                                                  | 24                                                  |

0,0: Luik-Guillemins ·
1,1: Val-Benoît ·
2,9: Sclessin ·
5,1: Tilleur ·
6,4: Pont-de-Seraing ·
7,3: Jemeppe-sur-Meuse ·
9,3: Flémalle-Grande ·
10,0: Leman ·
11,2: Flémalle-Haute ·
12,3: Chokier ·
14,0: Aigremont ·
15,3: Engis ·
17,3: La Mallieue ·
18,8: Hermalle-sous-Huy ·
21,2: Haute-Flône ·
22,5: Amay ·
24,9: Ampsin ·
27,9: Corphalie ·
29,4: Hoei ·
30,4: Statte ·
32,7: Bas-Oha ·
35,7: Java ·
40,3: Andenne ·
41,7: Château-de-Seilles ·
46,5: Sclaigneaux ·
48,8: Namêche ·
51,5: Marche-les-Dames ·
54,7: Beez ·
57,1: Faubourg-Saint-Nicolas ·
59,5: Namen